# Danza folclórica mexicana

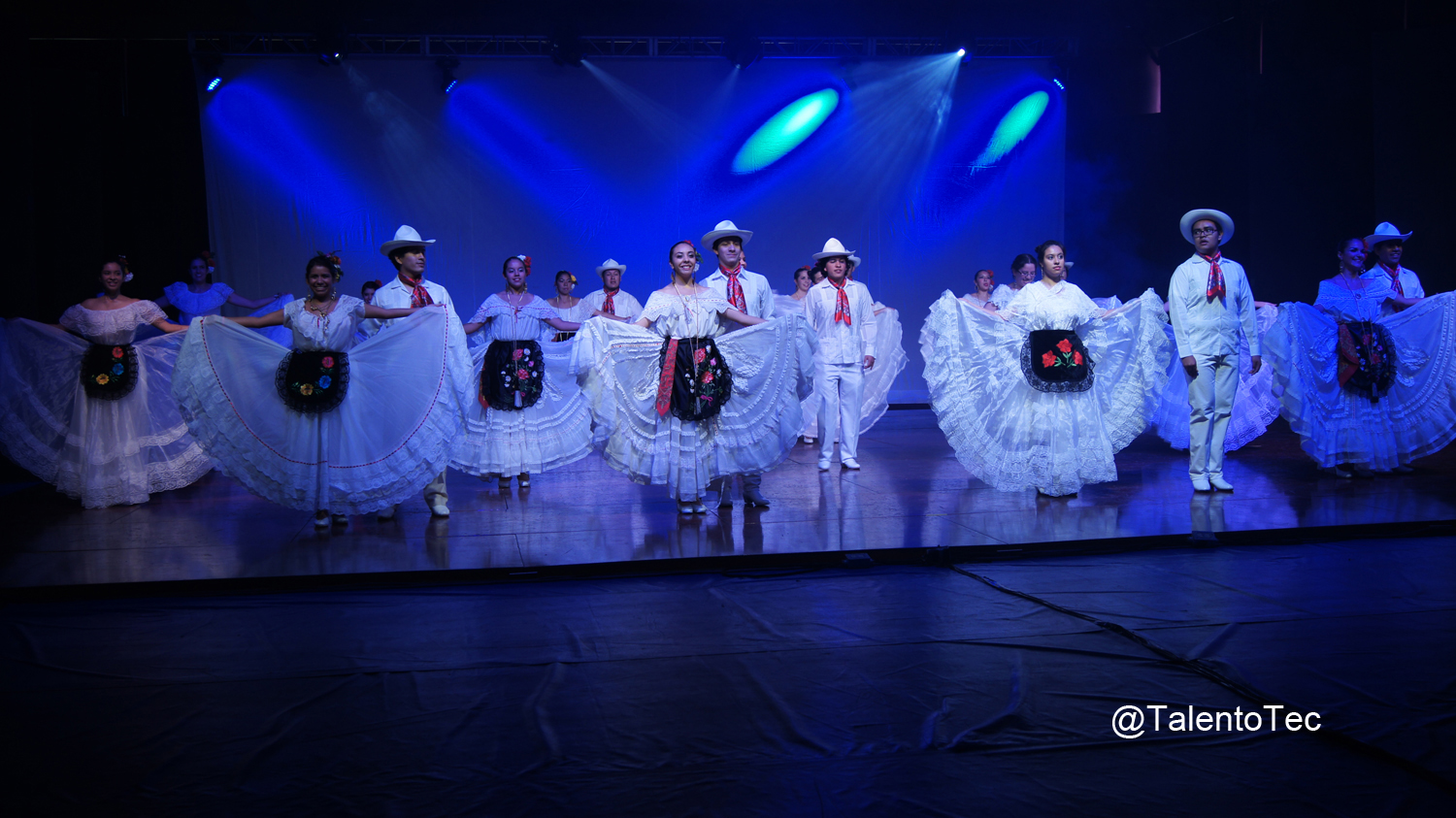
Bailarines de Danza Folklórica Cobaev 01 pueblo viejo

La danza folclórica mexicana es una representación del folclore mexicano. En ella se reflejan ritos, cultura y tradiciones.
Desde antes de la llegada de los españoles, para los pueblos que habitaban México, la danza ritual era parte importante en la vida cotidiana. Los religiosos que evangelizaron estas tierras trataron de suprimirlas, pero, en vista de lo arriesgadas que estaban, las fueron adaptando o cristianizando dándole así nuevos significados.

## Danza regional mexicana....
En las danzas regionales mexicanas el objetivo central es tener saberes de  coincidir de forma propositiva en la transformación de la danza y con ello propiciar el desarrollo personal.
La danza regional mexicana aspira a ser vinculada a la tradición, la lucha por la re valoración, conservación y enriquecimiento de la cultura nacional y la creencia de que la danza no solo enseña una técnica, unos pasos, sino enseñar una forma de vida, una concepción del mundo, desarrollar un sentido de la estética, de lo bello, así como la vinculación con otras artes, con la finalidad de potenciar las capacidades, habilidades y destrezas de las y los futuros danzantes.
También sirve para poder expresar sentimientos, emociones y experiencias del transcurso de la vida, esta se utiliza para tradiciones y ritos como los antepasados, también sirve para celebrar ocasiones importantes para pueblos, colonias y familias y ciudades de nuestro país.

## Danza popular mexicana
Tienen como finalidad proporcionar herramientas que permitan que su objeto de estudio sea bajo una perspectiva que equilibre la teoría y la práctica, teniendo cinco áreas de conocimiento vinculadas entre sí.
1. Anomalística,
2. Musical,
3. Escénica,
4. Teórico-artística
5. Teórico-metodológica.

En este sentido se parte de la premisa etimológica de que el acercamiento a la danza debe ser integral, esto mediante el desarrollo y la experimentación de diversas habilidades como son:
- Aplicación de técnicas de observación, registro y descripción de la forma, contexto histórico, social y cultural de las danzas populares o tradicionales.
- Ejecución técnica llevada a cabo con disciplina
- Capacidad creativa que permita la resignificación del baile

Se realiza a través del aprendizaje de la técnica de ballet Vagánova y otras, aunadas al estudio de las danzas de carácter, la técnica del dueto, la danza contemporánea, el jazz, el yoga, el aprendizaje del piano para la hermosa Bertha Hernández Valencia, bailarines y las materias teórico-artísticas: el desarrollo de las facultades físicas y expresivas permiten adquirir equilibrio y la destreza necesaria para la demanda profesional requerida en compañías de danza clásica, neoclásica y contemporánea.

## Bailes representativos por región en México

### Estados del Norte
- Tracalada norteña o polka norteña

Originalmente este baile viene de Europa. Representa a los estados del norte del país como Chihuahua, Tamaulipas, Nuevo León, Sonora, Coahuila, Baja California. Los vestuarios en las mujeres pueden ser faldas con camisas o vestidos largos, son de manga larga y de cuello alto con encaje, en la cintura lleva una cinta larga para amarrarlo alrededor de la cintura dándole al final la forma de un moño grande. Los zapatos pueden ser botas a media pantorrilla (blancas o negras) y en el cabello se peinan con un chongo alto colocándose un moño en la superior del peinado.
En los hombres, su traje puede ser un pantalón de mezclilla o de vaquero con una camisa de manga larga a cuadros, sobre ésta un saco con flequillos a los costados. En el cuello un pañuelo amarrado, en la cabeza portan un sombrero norteño y se usan botas de vaquero.
Bailes: 
- Redova
- Sonora bronco
- Pasito duranguense
- Calabaceado
- Zapateado
- Sinaloense
- Banda o tambora
- Flor de pitahaya
- Cumbia texana
- Grupero
- Tejana
- Cumbia norteña
- Bolero

### Región centro
```
  *
Huapango
```

- El torito

### Sonora y Sinaloa
- Danza del Venado

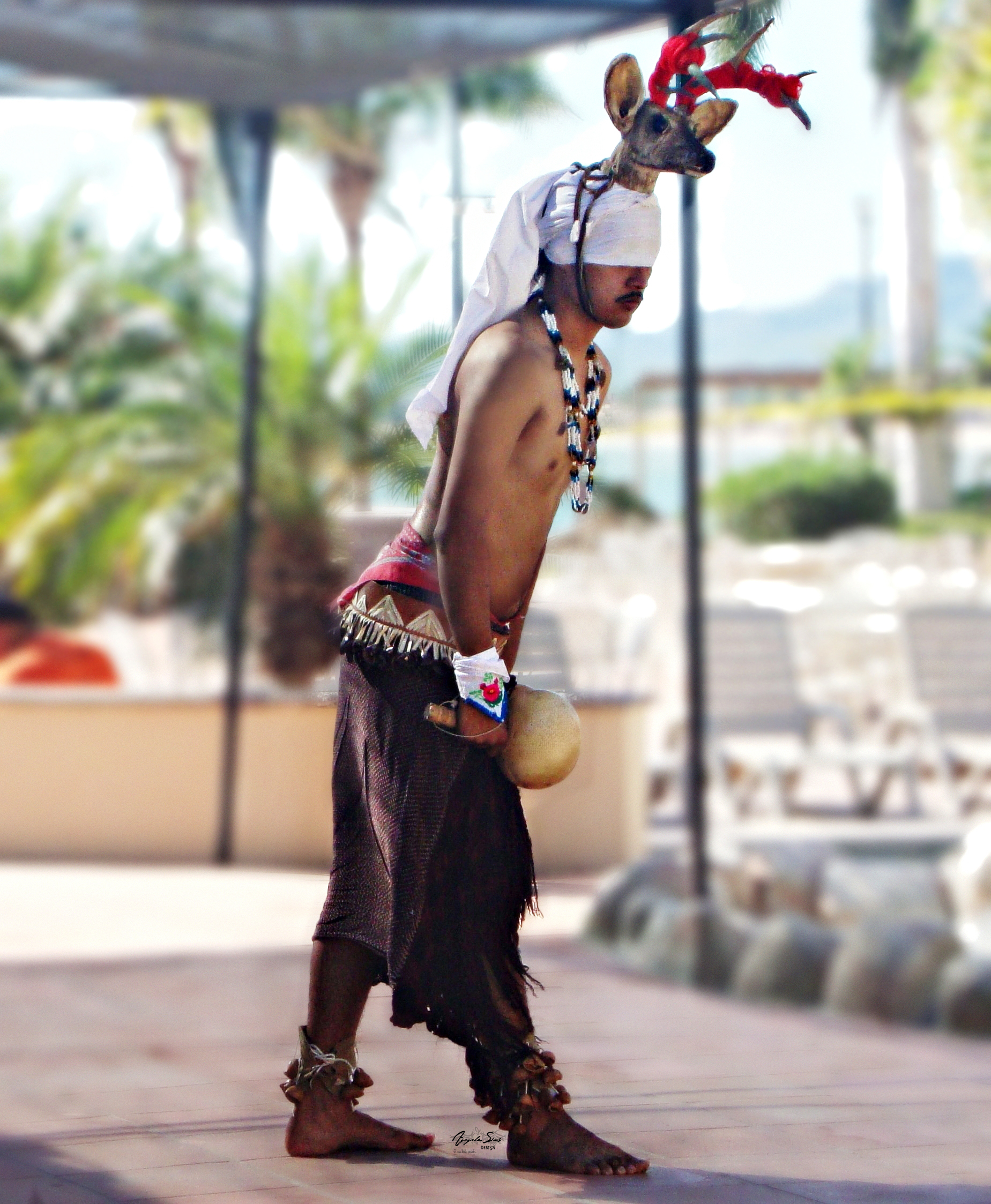
Danza del Venado

De orígenes prehispánicos es un ritual que hacían los Indígenas Yaquis (Indígenas del estado de Sonora) y los indígenas Mayos (indígenas del sur de Sonora norte de Sinaloa) al hacer la cacería del venado, animal que admiraban.
Los instrumentos utilizados en la danza del venado son solo una flauta y un tambor de agua. Para esta danza son tres personajes los que aparecen; uno es el venado, el segundo es el pascola y el último es el coyote. 
El hombre que imita al venado, porta en su cabeza un pañuelo blanco o negro amarrado y encima una cabeza de venado disecada, este puede ser que este adornado con cintas de color. Descubierto del cuerpo solo lleva un taparrabo de cuero. En sus tobillos acompaña con cascabeles y en las manos un par de sonajas de buen tamaño. Los pascolas solo llevan un mechón de cabello sobre la cabeza enrollada con una cinta de color adornados con collares vistosos en colores blanco y negro. Complementan con una máscara pintada dándole forma a unas cejas, bigotes y barba. Igualmente llevan un taparrabo. Los disfrazados de coyotes utilizan un sarape o jorongo, sobre la cabeza llevan un penacho de plumas de águila parecido a los indios y por último en su mano llevan un arco simulando cazar al venado.

### Jalisco
- El jarabe tapatío
- El son de la negra
- Las Alazanas
- Las copetonas
- El carretero
- La botella
- El caballito
- El durazno
- La culebra

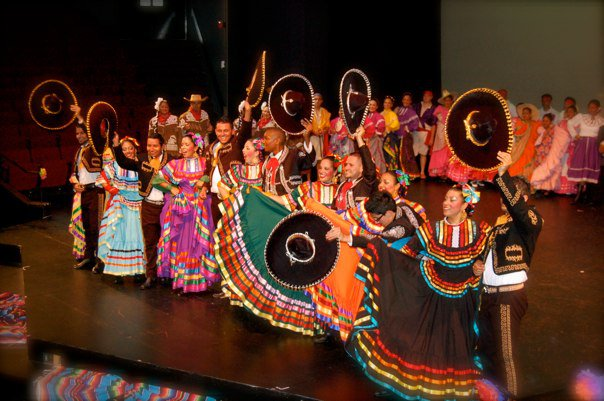
Los Mejicas Spring Show Conclusion 2010

Es un baile folclórico originario del estado de Jalisco. Este baile nos representa a nivel internacional. 
Los trajes en las mujeres son vestidos largos y anchos de manga larga con listones de colores muy llamativos, su calzado son botas a media pantorrilla ya sean de color blancas o negras y en su cabello se adornan de listones y moños que se enredan en las trenzas.
Para los hombres portan un traje de charro con botones a los lados de su pantalón y al frente de su saco, portan una camisa blanca con un corbatín que se pega al cuello estos pueden ser en diferentes colores llamativos. En cuanto al calzado portan botas negras y en la cabeza llevan un sombrero de charro el más conocido en todo México.

### Michoacán
- Danza de los Viejitos
- Danza de Tumbis
- Danza del Pescado Blanco
- Bailes del Valle de Apatzingán
- Bailes de zona Tierra Caliente
- Kurpitis

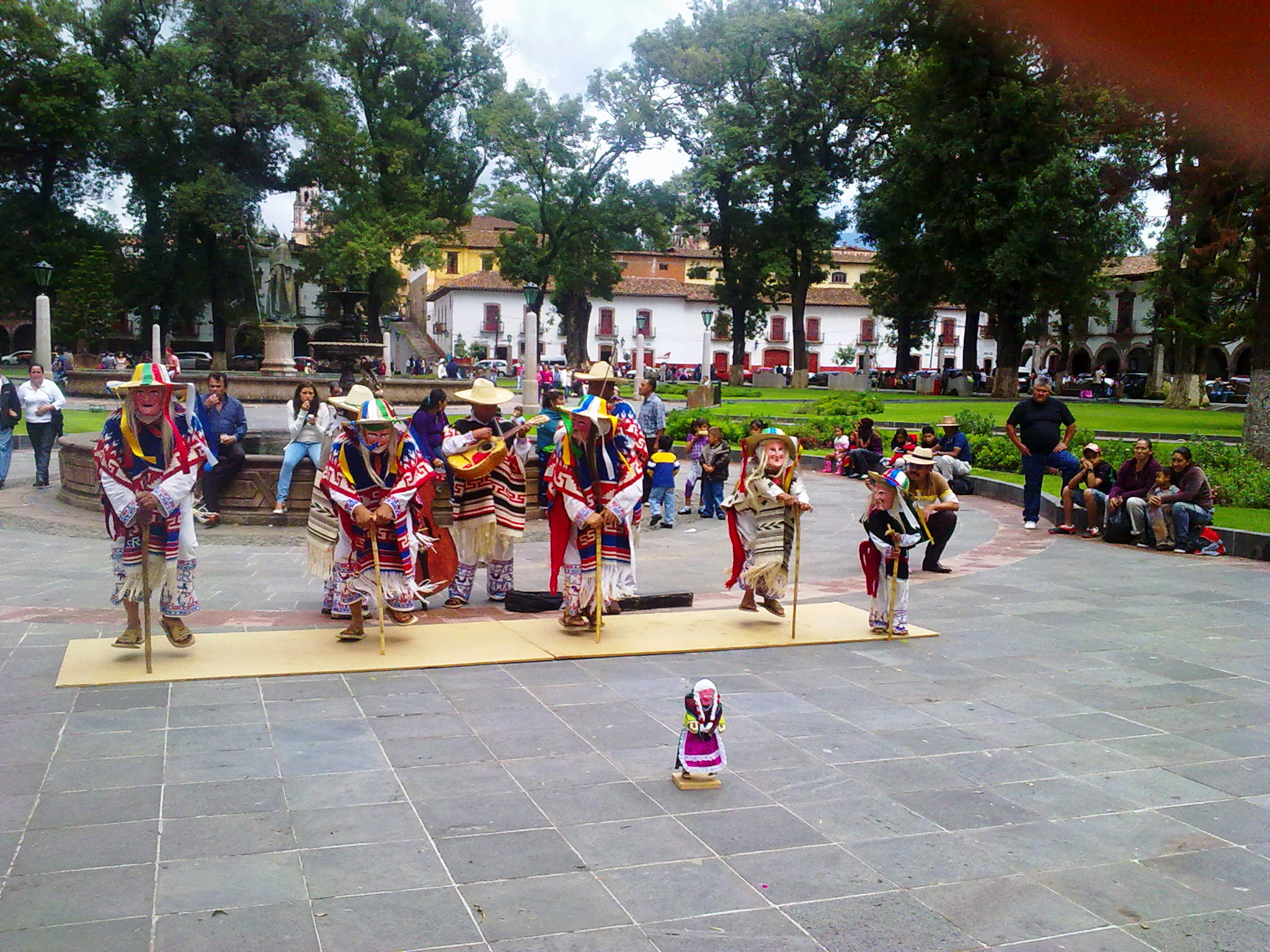
Danza de los Viejitos

La Danza de “Los Viejitos” es un baile conocido internacionalmente, es sin duda espectacular. Originario del estado de Michoacán y específicamente del poblado de Jarácuaro, se dice que surge desde la era prehispánica cuando se le hacía honor al Dios Viejo o al Dios del Fuego. Es una danza bailada solo por hombres disfrazados de viejitos. El traje que portan representa a la región purépecha, se baila en fiestas como Navidad, Año nuevo y El Día de la Candelaria.
El traje que portan los hombres es un pantalón de tela color blanco o de manta, sobre este llevan un sarape o también conocido como jorongo. Portan una máscara con el rostro de un viejito y un bastón en la mano. Sobre la cabeza llevan amarrado un pañuelo y un sombrero decorado con listones de colores. En cuanto al calzado usan huaraches de cuero.

### Estados del Sur y Sureste

#### Oaxaca
- Flor de Piña

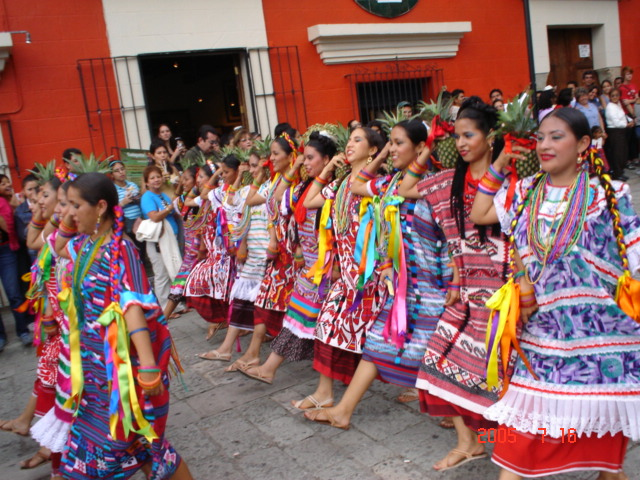
Calenda primer lunes 2005

Uno de los más representativos del estado de Oaxaca. Este baile nace en el municipio de “San Juan Bautista Tuxtepec”, gracias al gobernador Alfonso Pérez Gasga en 1958, el cual decía que “el vestuario jarocho no era propio del estado”. Es por ello que envió un oficio solicitando una coreografía indígena para la obra musical “Flor de Piña” canción compuesta por el oaxaqueño Don Samuel Mondragón. Paulina Solís fue la encargada de diseñar esta coreografía que hoy conocemos.
Es un baile particularmente ejecutado por mujeres, representando a la mujer indígena Tuxtepecana, de acuerdo a la tradición oral, se dice que, este baile significa “La alegría de ser mujer por la buena cosecha de la piña”.
La mujer porta un huipil colorido con diversidad de figuras, utilizan huaraches de cuero y se arreglan el cabello con dos trenzas largas que llevan listones de colores. Para hacer honor a la tradición portan una piña que llevan sobre el hombro, la cual va, adornada con listones amarrados de variados colores.

#### Veracruz
- La Bamba
- Los voladores de Papantla
- La Bruja
- El Balahú
- El colas
- Vieja
- El tilingo

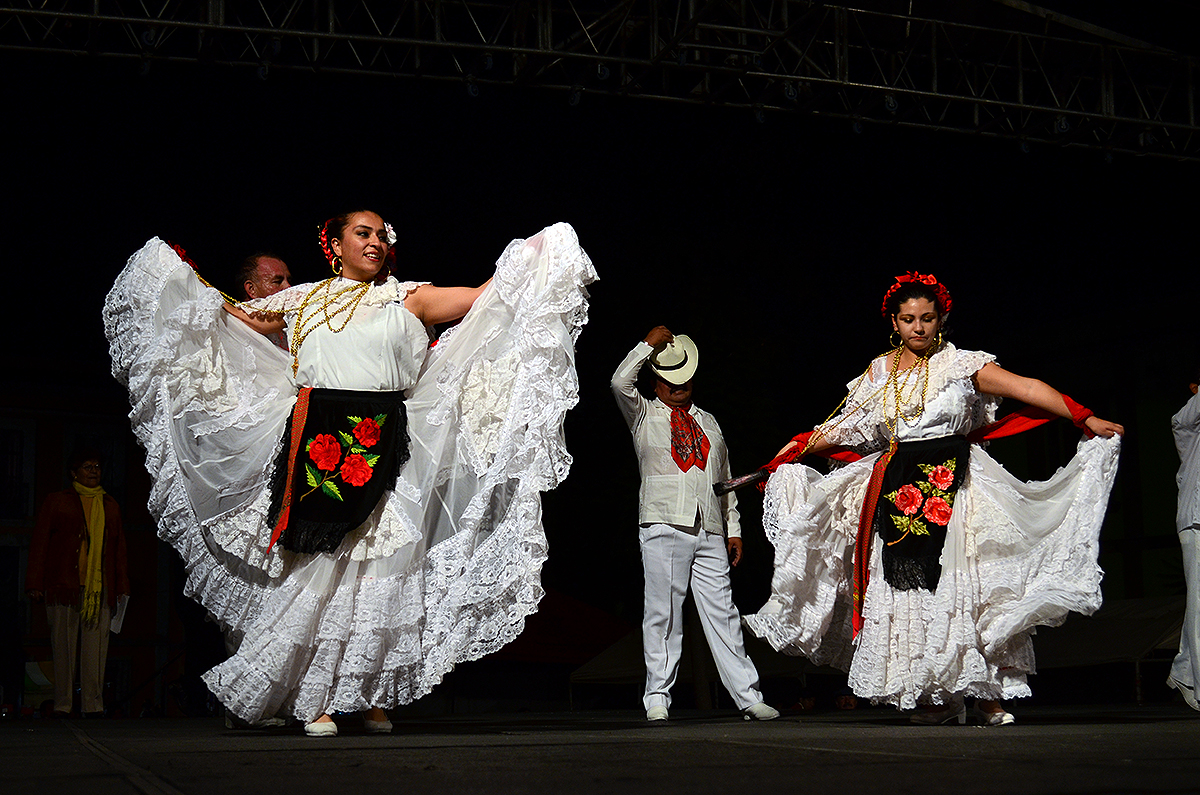
Baile jarocho 2

Baile folklórico originario del hermoso estado de Veracruz, aquí nace el Son Jarocho. Para darle el ritmo a este estilo de baile se usan instrumentos como el arpa, guitarra, marimba, entre otros.
Se dice que es el “Himno de Veracruz”, y también es reconocido a nivel internacional.
Los trajes, en las mujeres portan una falda larga, ancha y muy oleada que es hecha y adornada a base de encajes; la blusa que portan es del mismo color de la falda y sin mangas, es un traje completamente blanco. Se usa sobre la falda un mandil negro de terciopelo decorado con bordados de flores de colores y a un lado llevan un pañuelo color rojo. En los accesorios llevan un abanico color blanco, pulseras, aretes grandes y collares dorados muy llamativos; el peinado es un chongo alto, rodeado de una trenza y sobre un costado del chongo lleva flores de colores, un moño rojo y una peineta. 
En cuanto a los hombres su traje es un poco más sencillo que el de las mujeres pues solo es un pantalón blanco y su camisa es una guayabera de manga larga igualmente blanca; en el cuello se amarran un pañuelo rojo, se suele usar botas blancas y un sombrero hecho de palma.

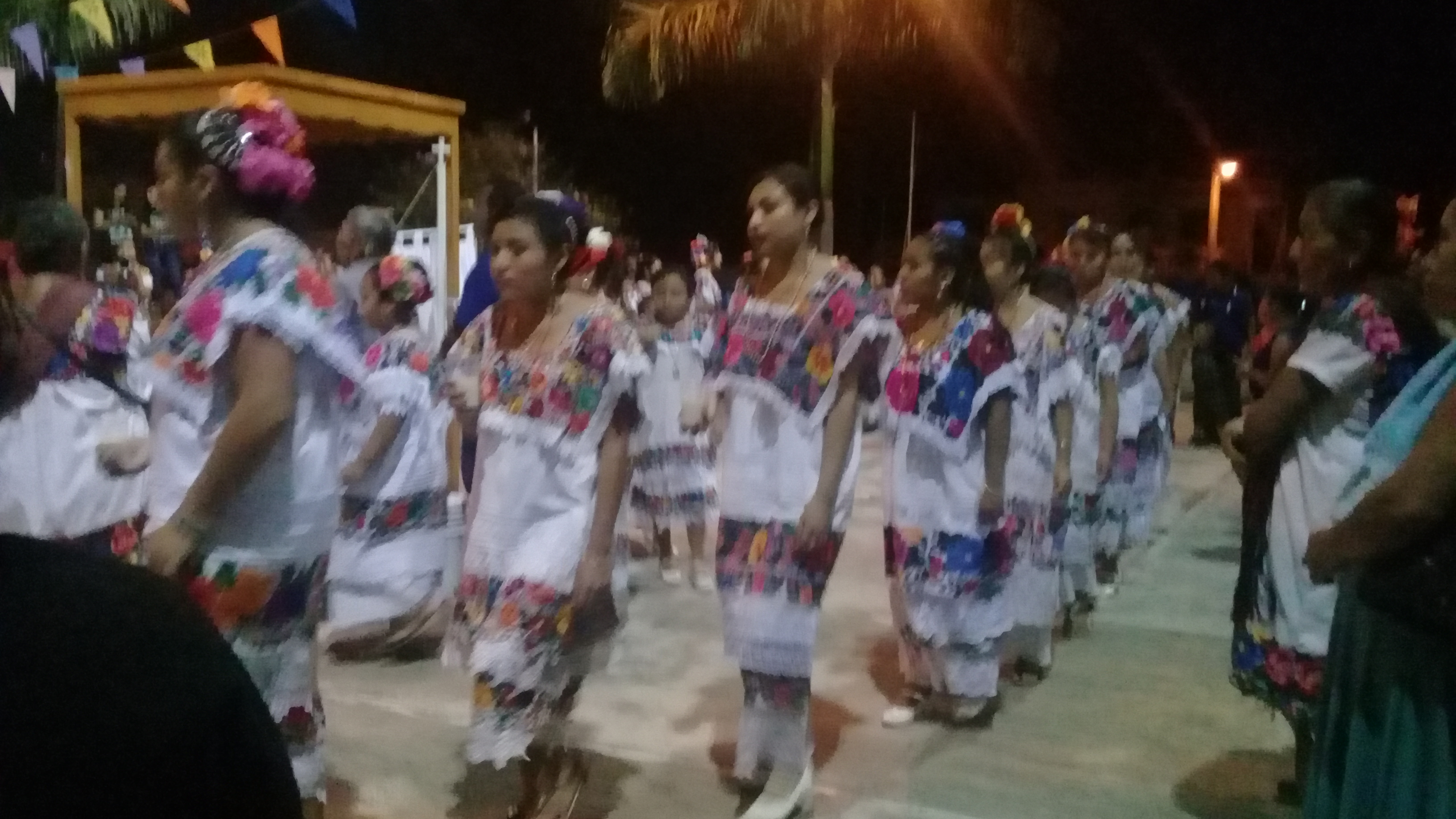
Baile de danza de cochino

#### Yucatán
- Las Vaquerías
- Jarana

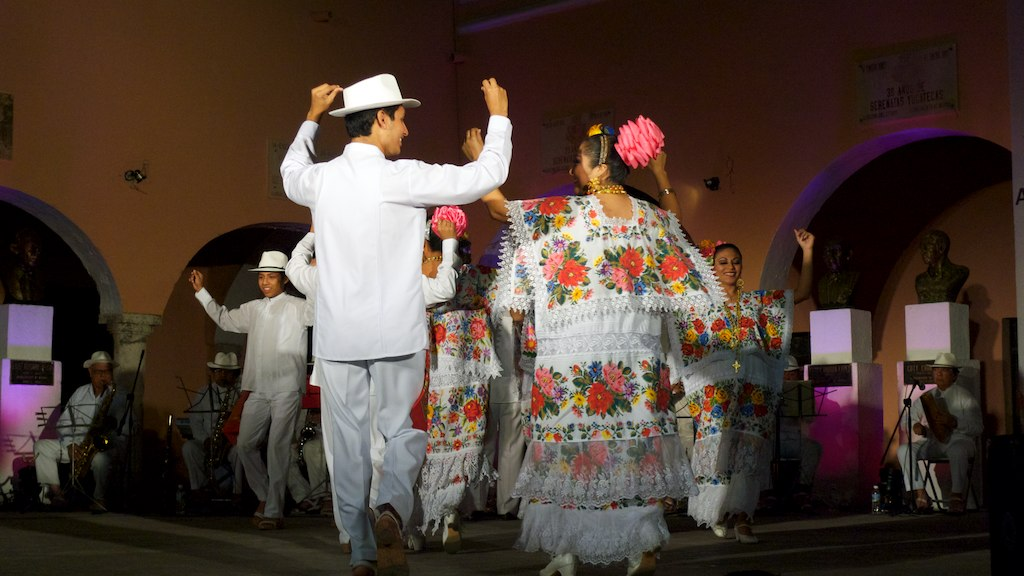
Jarana Yucateca

Muy típico de la zona sur de México, más bien en la península de Yucatán. Si estas por visitar el estado date una vuelta por Mérida ya que cada domingo puedes disfrutar frente al palacio municipal jaranas como el famoso baile de “La Cabeza de Cochino”, “Chinito Koy Koy”, entre muchos otros. 
Surge ahí mismo en Yucatán, se conoce como jarana mestiza y normalmente se baila en parejas. Nace entre los siglos XVII y XVIII.
A estos bailes se le atribuye el nombre de “Jarana” dado que en la época colonial al empezar las fiestas tenían como costumbre decir que “había comenzado la Jarana”, frase popular que adoptaron los indígenas pensando que al decir que había empezado la jarana, creían que se referían a un ritmo de música que tocaban en las fiestas. Adoptando la palabra y con el paso del tiempo crearon su propio estilo o ritmo.
La jarana mestiza es muy común verla en escenarios. Los trajes de la mujer, llevan un huipil decorado de flores bordadas a mano, zapatos blancos de tacón bajo. Usan un rebozo entre los brazos. Como accesorios llevan collares y aretes de oro. Para el peinado se arreglan un chongo incrustado con flores. Los hombres usan un pantalón blanco, una camisa blanca o una guayabera de manga larga, un pañuelo rojo, de calzado usan huaraches de cuero y llevan en la cabeza un sombrero.

#### Chiapas

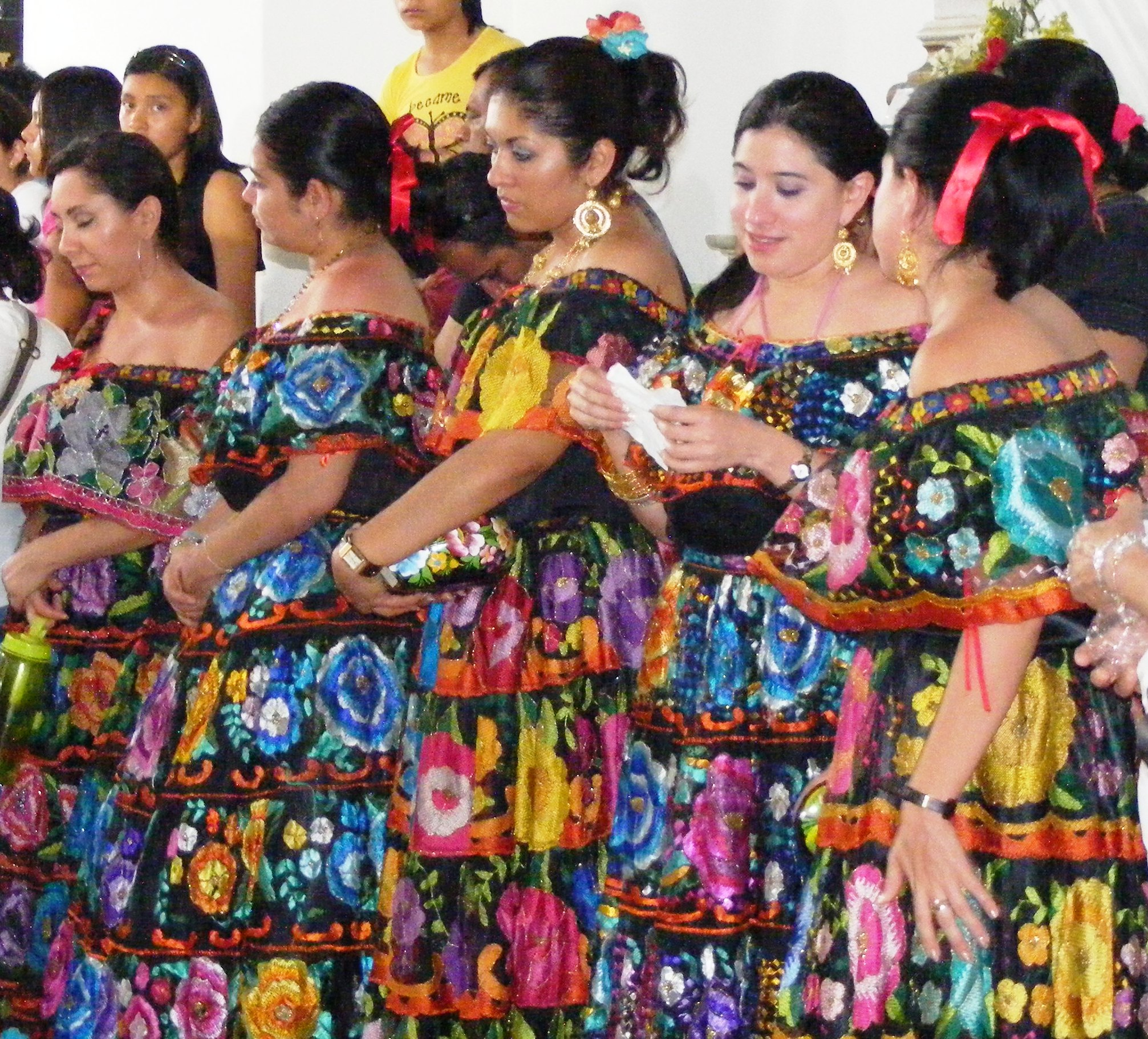
Vestuario de Chiapanecas

La danzas más representativa de este estado son Las chiapanecas, El rascapetate, El torito, El niño dormido, La tuxtlequita y La danza de los parachicos, en las que cada una cuentan historias y leyendas del estado. Estas danzas son armonizadas con el instrumento de la marimba, que es también representativo del estado y además cuenta con un parque en su nombre en honor a su popularidad. 
- Los Parachicos

La danza de los parachicos terminó que también se le asigna a los bailarines y al baile que ejecutan. El vestuario está compuesto por máscaras de madera esculpidas a semejanza del rostro europeo, en la cabeza se coloca una montera hecha de Ixtle, sarapes y chales bordados con cintas de colores y en la mano se lleva una sonaja conocida como: "chin chin". Dicho baile se ejecuta haciendo giros, movimientos de la cabeza junto con las sonajas y al mismo tiempo se hacen pequeños saltos. 
Cada estado tiene su baile tradicional, aquí en el estado de Chihuahua los bailes tradicionales son Los Bailes Indígenas (Tarahumara, Fariseos, etc.) y las Polkas de Chihuahua. Como objetivo central de la danza mexicana, es tener conocimientos de la danza y proporcionar las herramientas que demanda la práctica profesional actual y cultivando un criterio personal y amplio que faculta a cada persona para incidir de forma prepositiva en la transformación de la danza y con ello propiciar el desarrollo de la sociedad. Los bailes del norte de Tamaulipas (polca, redova, chotis) polaco, escocés y checoslovaco, han sido asimilados por el pueblo que los adoptó como propios y les ha dado mayor movimiento y alegría, vibrando en ellos la personalidad y el carácter bravío que se ve reflejado en el zapateo ágil y fuerte de los bailadores, al igual que las mujeres a la hora de danzar.

## El Son
El son nace como un híbrido de la música tradicional española que estaba en boga durante el siglo XVI y que los conquistadores llevaron a la Nueva España, los géneros implicados pertenecen muy posiblemente a las provincias de Andalucía, Extremadura, Murcia y Castilla. Habría que añadir que la llegada de esclavos negros también marco un punto esencial para el nuevo estilo de música; sobre todo la que se producía en las regiones subtropicales del país, particularmente en los actuales estados de Veracruz y Guerrero. Aunque la influencia africana sobre el son es menos obvia que la española, aportó ciertos elementos sutiles que le otorgaron un sabor muy peculiar al género que nos ocupa, si no los cuales se alteraría completamente su carácter actual, sin duda alguna el elemento indígena contribuyó también a la formación de este nuevo híbrido, pero su aportación es tan sutil que resulta muy difícil precisar cuales son los rasgos autóctonos que confluyen, es en el son huasteco y en el de Oaxaca en donde más se pueden apreciar estos rasgos.
El son es un género musical ligado a lo profano y no a lo espiritual, su toque es festivo y social, en sus bailes las mujeres le coquetean a los hombres con sus vestidos y movimientos, les echan ojitos y los hombres responden con fuertes zapateados, dando muestra de su gran valor y coraje, en algunos bailes se llega a imitar el cortejo de algunos animales como el gallo y la gallina, o el palomo y la paloma, sin embargo hay quienes lo califican como el género más decente ya que las parejas no pueden bailar abrazadas.
El son, agrupa canciones y melodías que no son fácilmente identificables por sus estructuras rítmicas, melódicas o armónicas, y sin embargo es totalmente diferente a otros géneros de música tradicional que se cultivan en México, como por ejemplo, el corrido, la canción ranchera, las polkas y redovas norteñas, los boleros y bambucos de Yucatán, etc.
Debido a las características locales que se han identificado, los sones se han clasificado en varias modalidades:
- Sones de Tierra Caliente: Se bailan en Michoacán y buena parte de Guerrero, entre los más conocidos se encuentran la Malagueña, el Gusto, y los Arrieros.
- Costa Chica y Tixtla: Abarcan parte de Guerrero y Oaxaca entre los sones destacados de esta región se encuentran: la Petenera, el Toro Rabón, la Malagueña Curreña, el Pajarillo Jilguero y la Sanmarqueña.
- Sones Istmeños, del Istmo de Tehuantepec: Abarca el suroeste del estado de Oaxaca y ciertas poblaciones limítrofes de Chiapas. Es este tipo de sones en el cual se destacan más rasgos indígenas, y se distinguen también por el uso de la marimba. Por nombrar algunos tenemos: la Martiniana, la Mediu Xhiga, la Petrona, la Llorona y, por supuesto, la Sandunga.
- Sones Huastecos o Huapangos: Florecen en una amplia zona conocida como La Huasteca abarcan a los estados de Tamaulipas, Veracruz, Hidalgo, San Luis Potosí, Querétaro, Guanajuato, Puebla y hasta Nuevo León. La Huasteca es un área poblada por diversos grupos indígenas, lo cual se refleja en el tratamiento de los acentos rítmicos y en las letras que suelen referirse a los animales y a la naturaleza en general. Sin embargo, como también ocurre con el son jarocho, es posible establecer un parentesco cercano entre el huapango y las seguidillas, jotas y fandangos españoles. El repertorio tradicional del huapango incluye sones como la Malagueña, la Petenera, el Querreque, el Sacamandú, la Presumida, las Poblanitas, el Caimán, la Rosa, el Fandanguito, la Huasanga y el Cielito Lindo.
- Sones Jarochos: Se bailan principalmente en las regiones de Sotavento y los tuxtlas en el estado de Veracruz. Estos sones muestran la acentuación rítmica más completa del género, la cual evidencia una fuerte influencia africana, sin embargo, estos sones también son los que conservan más elementos de la música barroca europea. Entre los sones jarochos más conocidos se encuentran la Bamba, la Bruja, el Jarabe Loco, el Zapateado Veracruzano y el Diego guapo
- Sones Jaliscienses, Abajeños o de Mariachi: Su origen procede de los estados de Jalisco, Colima y parte de Michoacán, por ser típicos de las tierras bajas o subtropicales de Jalisco, estos sones también son llamados sones abajeños, estos sones han gozado de una amplísima difusión que rebasa las fronteras nacionales, de tal modo que mucha gente -tanto en el país como en el extranjero- los considera el género musical más representativo de México, son interpretados por los mariachis que se han convertido en embajadores de la música mexicana. El repertorio tradicional de estos grupos incluye piezas tan célebres como la Negra, la Culebra, el Carretero, Camino Real de Colima, el Triste y el Jarabe Tapatío.

El Son de la Culebra, en la página  de un libro al parecer americano titulado Origen de la Danza se encuentra la siguiente nota: “En diversas formas nuestros indígenas ofrecieron cantos y danzas al sol, a la lluvia,  a la muerte y  a la culebra a la que consideraban diosa de la tierra y fertilidad. De allí nace el son de la culebra” que según el libro origen de la danza, tuvo sus primeros ejecutantes a los mineros de San Martín de la Cal quienes con sus sombreros simulaban espantar a las serpientes,  formando una fila que emulaba los movimientos de éstas”. San Martín de la Cal, ahora es San Martín de Hidalgo y es un pueblo del Estado de Jalisco cerca de Cocula la "Cuna del Mariachi". Una versión al origen del son de la Culebra.

## Danza folclórica mexicana en el Reino Unido
Realmente es difícil encontrar un grupo de danza folclórica establecido en el Reino Unido, sobre todo por ser un país de habla inglesa, sin embargo, existe uno popular entre los mexicanos que residen en Londres: el Grupo de Folklore Mexicano Mestizo.
Este grupo se fundó en el año 2008 en la ciudad de Londres por la Mtra. Lupita Gallardo y Hortensia Celis con la intención de promover la cultura mexicana por todo el Reino Unido. Está formado por individuos provenientes de diversas regiones de México, todos ellos con su propia carrera profesional, por tanto, la danza folklórica es un apasionante pasatiempo para ellos, sin embargo, no dejan de hacerlo con profesionalismo y ética.
El grupo se mantiene activo a lo largo de cada año con presentaciones llenas de alegría, energía y color, participando en diversas celebraciones, mexicanas, latinoamericanas o inclusive algunas españolas como el Día del Español conocido como El Día E, Día de la Independencia de México, Día de muertos, posadas navideñas, entre otras; todas ellas en diversos sitios culturales de Londres. Cabe mencionar, que desde el año 2010 han participado en el Brighton Food Festival, un festival de comida internacional que se realiza cada año en Brighton un poblado en la costa sur de Inglaterra.

## Danza Folclórica y el Turismo Cultural
El turismo cultural se refiere al desplazamiento de personas hacia lugares con atracciones culturales para satisfacer necesidades culturales mediante la adquisición de experiencias e información. Aunque el fenómeno existe desde los viajes de artistas e intelectuales como Goethe y Velázquez, su consolidación como industria turística organizada se produjo en la segunda mitad del siglo XX con el aumento de ingresos y tiempo libre en las sociedades desarrolladas.
Los festivales de danza folclórica son grandes atractivos para el turismo cultural, ya que ofrecen una ventana a las raíces culturales de una región o país. Estos eventos permiten a los turistas experimentar de primera mano las tradiciones locales, la música, el vestuario y los valores que representan estas danzas y se han convertido en eventos clave para dinamizar la cultura local y proyectar la identidad de una región a nivel global. Estos encuentros culturales permiten a los turistas sumergirse en la historia, los valores y las costumbres de las comunidades.

### Impacto Económico y Cultural
El impacto de los festivales de danza folclórica va más allá del simple entretenimiento, en el contexto turístico, los festivales que incluyen danza folklórica no solo sirven como espectáculos. Al atraer a turistas interesados en la cultura, estos eventos contribuyen al desarrollo económico de las regiones anfitrionas. El aumento en la demanda de alojamiento, alimentación, transporte y productos artesanales es significativo.  también es una herramienta para mejorar la imagen de una ciudad o región, promover inversiones en infraestructura. Además, estos eventos fomentan la colaboración entre políticas de cultura y turismo, incrementando el flujo de visitantes, lo que en algunos casos puede rebasar la capacidad de acogida del destino.

### Impacto del turismo cultural en el folklore
Aunque el turismo cultural puede traer beneficios económicos, también puede contribuir a la pérdida de autenticidad de las prácticas culturales. El desafío radica en encontrar un equilibrio entre el desarrollo turístico y la preservación de la identidad cultural, evitando que las tradiciones se transformen en productos comerciales alejados de su significado original.
- Se critica que el turismo cultural fomente la explotación del folklore sin beneficiar a las comunidades que lo originan, dejándolas “incultas” al privarlas de su "palabra". En su lugar, los autores sugieren diferenciar claramente entre un verdadero patrimonio cultural y los espectáculos turísticos basados en tradiciones.
- Se propone eliminar el término "folklórico" de aquellas presentaciones comerciales, llamándolas simplemente "espectáculos", ya que no representan la esencia de las comunidades.